# Kristi Popa
Kristi Popa, mer känd som enbart Kristi, född 1973 i Albanien, är en albansk singer-songwriter.
2006 ackompanjerade han Mariza Ikonomi på piano i sitt tävlingsbidrag "Ku është dashuria" (svenska: var är kärleken?) som hon deltog i Festivali i Këngës 45 med. Hon slutade sedermera på tredje plats i tävlingen. 2008 framförde han låten "Dikush mungon" av Erga Halilaj i Festivali i Këngës 47. Han har även varit med och skrivit flera tävlingsbidrag i Festivali i Këngës. 2010 skrev han "Pranë" framförd av Kejsi Tola i Festivali i Këngës 49. 2013 komponerade han musiken till Erga Halilajs bidrag i Festivali i Këngës 53, "Ti s'më njeh".
2015 ställede han för första gången själv upp som artist då han deltog i Festivali i Këngës 54 med låten "Ajo çfarë ndjej" (svenska: vad jag känner).
2008 var han jurymedlem i den albanska talangjakten Star Academy där bland andra Elhaida Dani deltog.

## Diskografi

### Singlar
- 2006 – "Ku është dashuria" (feat. Mariza Ikonomi)
- 2015 – "Ajo çfarë ndjej"